# لطفية إبراهيم
لطفية إبراهيم (17 نوفمبر 1954 -) ممثلة ليبية، ولدت بحى كوشة الصفار بمدينة طرابلس. ظهرت على الساحة الفنية الليبية منذ سبعينيات القرن العشرين، ونشاطها المسرحي الذي استمر بين عامي 1970 و 1984 حافل بالأعمال خاصةً مع فرقة المسرح الوطني بطرابلس، أما أعمالها التلفزيونية فقد كانت بين عامي 1974 و 1988، وأول المسلسلات التلفزيونية التي شاركت فيها هو «خروف العيد» الذي عرض عام 1974.